# Juan López Peñalver
Juan López Peñalver (Málaga, 20 de febrero de 1763-Madrid, 25 de diciembre de 1834) fue un ingeniero, científico y economista español, que ocupó diversos cargos en instituciones culturales y administrativas.

## Biografía
Destacó por la insistencia en tratar con criterio matemático todos los temas de su interés, incluidos los económicos, lo que era inusual en su época. Traductor de Euler y Montesquieu. Autor, entre otros libros, de una Memoria sobre los medios de facilitar el Comercio Interior, 1791; Descripción de las Máquinas... del Real Gabinete, 1798; Reflexiones sobre la variación del precio del Trigo; 1812.
De menor trascendencia fueron las aportaciones bibliográficas de su padre Juan Luis López de Peñalver (el curioso Ejercicio de las Ciencias que tratan de la Quantidad y Semanero Malacitano 1765-1766) y su hijo Juan López de Peñalver y Latorre (traductor de algunos libros de geometría y mecánica en 1827 y 1830), con los que a veces se ha confundido por problemas de homonimia. Un tal Juan Peñalver, que quizá fuera este último u otro miembro de la familia, produjo una de las primeras obras que pueden considerarse una enciclopedia histórica en España: Pan Léxico, diccionario universal de la lengua castellana (1842) Madrid, editado por Ignacio Boix. Otra obra historiográfica (Gonzalo de Córdoba ó La Conquista de Granada. Escrita por el Caballero Florian) se publicó en 1827 por Don Juan López de Peñalver, que podría ser también este último.
El Juan López Peñalver ingeniero fue compañero de Agustín de Betancourt y Molina, con el que compartió eventos importantes. Ambos se beneficiaron del impulso que dio a la actualización científico-técnica el ministerio del conde de Floridablanca. Tuvo oportunidad de recorrer Europa, al menos Hungría (donde estudió minería) y Francia. Participó en las tareas de medición previas a la formulación del sistema métrico decimal. En Madrid creó un Gabinete de Máquinas, luego destruido. La Guerra de Independencia, que Peñalver pasó en el Madrid de José Bonaparte, y posteriormente el reinado de Fernando VII, supusieron para Peñalver, como para toda España, una frustración ante lo que pudo haber sido y no fue. A pesar de ello, disfrutó de una situación de reconocimiento oficial, a diferencia de Betancourt.